# Akułowskaja (obwód wołogodzki)
Akułowskaja (ros. Акуловская) – wieś w Rosji, w rejonie tarnoskim obwodu wołogodzkiego. W 2010 r. liczyła 8 mieszkańców.